# Il paradiso all'improvviso
Pour plus de détails, voir Fiche technique et Distribution.
Il paradiso all'improvviso est une comédie romantique réalisée par Leonardo Pieraccioni et sortie en 2003.

## Synopsis
Lorenzo Buccianti est un « célibataire convaincu », comme il se définit lui-même. Il consacre sa vie au travail avec son entreprise spécialisée dans les effets météorologiques artificiels. Il s'adonne également aux loisirs avec son amoureuse Mirna et ses amis, tous deux obsédés par le jeu, Giandomenico Bardella et Taddeo Borromini.
Un jour, s'étant rendu à Ischia pour son travail avec son employée Nina, il rencontre Amaranta, la fille qui l'a contacté. Pour son 25e anniversaire, celle-ci avait en effet prévu d'organiser trois jours d'amour avec son fiancé Guglielmo, qui lui a fait faux bond. Lorenzo, compte tenu de leur amitié naissante, propose donc de l'accompagner sur l'itinéraire tandis que Nina s'amourache de Simur, le domestique indien d'Amaranta.
À la fin de cette période, l'amour naît entre Lorenzo et Amaranta jusqu'à ce que, au retour du voyage, le premier trouve l'ex-femme de Bardella dans la villa où ils vivaient. Lorenzo se rend alors compte qu'Amaranta, de son vrai nom Anna, n'était autre qu'une actrice engagée par lui pour un pari fait avec Taddeo que l'irréductible célibataire tomberait amoureux d'elle.
Cette découverte plonge dans un premier temps Lorenzo dans la déprime. Mais Taddeo, sincèrement désolé pour son ami, réussit à le convaincre que la vie de célibataire n'est plus pour lui. Finalement Lorenzo retrouve Anna et décide de l'épouser, couronnant le sentiment qu'ils avaient l'un pour l'autre.

## Fiche technique
- Titre original italien : Il paradiso all'improvviso[1]
- Réalisateur : Leonardo Pieraccioni
- Scénario : Giovanni Veronesi, Leonardo Pieraccioni
- Photographie : Italo Petriccione (it)
- Montage : Stefano Chierchiè
- Musique : Gianluca Sibaldi
- Décors : Francesco Frigeri (it)
- Costumes : Claudio Cordaro
- Production : Alessandro Calosci
- Sociétés de production : Levante, Medusa Film, Ottofilm
- Pays de production :  Italie
- Langue originale : italien
- Format : Couleur - 2,35:1 - Son Dolby Digital - 35 mm
- Durée : 90 minutes
- Genre : Comédie romantique
- Dates de sortie :
  - Suisse : 18 décembre 2003
  - Italie : 19 décembre 2003

## Distribution
- Leonardo Pieraccioni : Lorenzo Buccianti
- Angie Cepeda : Amaranta / Anna Jimenez
- Alessandro Haber : Taddeo Borromini
- Rocco Papaleo : Giandomenico Bardella
- Anna Maria Barbera : Nina
- Gea Martire : Veronica
- Giulia Montanarini : Mirna
- Fabrizio Pizzuto : Fausto
- Claudia Baroncini : Spiripicchio
- Franco Javarone : Beppino
- Augustine Jayakumar Arumugan : Simur
- Nunzia Schiano : sorcière
- Cristiano Militello : acteur de théâtre
- Pietro Ghislandi : réalisateur du giallo
- Marco Conte : avocat
- Massimo Ceccherini : spectateur

## Production
Le film, qui se déroule en grande partie sur l'île d'Ischia, comporte une apparition de Maximo Ceccherini lors de la folle nuit de Lorenzo et Borromini.
Dans une scène, Amaranta lit un livre intitulé A un paso del corazón, publié en 2003, un recueil de nouvelles écrites par Pieraccioni lui-même.

## Accueil
Le film est le plus grand succès de l'année dans les salles italiennes, réunissant 4 811 608 spectateurs.